# Söyrylä
Söyrylä är en ort i Hollola kommun i landskapet Päijänne-Tavastland i Finland. Söyrylä utgjorde en tätort (finska: taajama) fram till tätortsavgränsningen 2016.
Vid tätortsavgränsningen den 31 december 2015 hade Söyrylä 200 invånare och omfattade en landareal av 1,88 kvadratkilometer. Året därefter hade området vuxit ihop med Lahtis centraltätort och Söyrylä klassificerades inte längre som tätort.